# 腰张弩
一种依靠腰、腿力量张弦的强弩，射程远，威力比一般弩强大得多。它的外形比臂张弩大，在结构方面增加了腰钩的设计。这种弩的弓力较强，单靠臂力无法张弦，必须运用全身力量才能拉动弓弦上机扣。

## 操作方法
在张弦前，弩手必须坐在地上，将弩平放身前，屈膝后用双脚踏住弩担，腰部套上腰钩后把腰钩两端钩住弓弦。张弦时，弩手必须两腿用力蹬直，身体向后倒，利用腰腿同时发力拉弦上机扣。

## 历史应用
腰张弩最初出现在战国时期，是单兵弩将弓力发展到极致的产物。在古代战场上，腰张弩曾和踏张弩一起成为当时步兵的主要装备。虽然后来出现了威力更加强大的床弩，但是由于腰张弩轻便灵活，仍然一直被沿用到明朝。

## 影視文化
電影《英雄》中的一段情節即為秦軍利用腰張弩攻打趙國。